# دانيل ستيريس
دانيل ستيريس (بالإنجليزية: Daniel Steres)‏ (11 نوفمبر 1990 ببربانك في الولايات المتحدة - ) هو لاعب كرة قدم أمريكي في مركز الدفاع. لعب مع سياتل ساوندرز ولوس أنجلوس غلاكسي ولوس انجلوس غالاكسي 2 وWilmington Hammerheads FC ‏ وVentura County Fusion ‏.

## روابط خارجية
- دانيل ستيريس على موقع الدوري الأمريكي (الإنجليزية)
- دانيل ستيريس على موقع قاعدة بيانات كرة القدم.إي يو (الإنجليزية)
- دانيل ستيريس على موقع Soccerway.com (الإنجليزية)
- دانيل ستيريس على موقع AS.com (الإسبانية)